# Thunder Lotus Games
Thunder Lotus Games是位於加拿大蒙特利尔的電子遊戲公司，於2014年由韋·杜貝（Will Dubé）創辦。公司由成立起至今，製作多部遊戲，包括动作冒险游戏《巨人約頓》、类银河恶魔城游戏《支離破碎》和建造與經營模擬遊戲《靈魂遠去》。其中兩作所獲評價以正面為主。

## 歷史

### 成立背景
公司創辦人韋·杜貝曾在加拿大魁北克省蒙特利尔當地大學就讀並取得計算機科學與計算藝術學士學位。畢業後，他在手機遊戲開發公司任職兩年半。2014年初，杜貝因希望創造「更傳統」的遊戲，而非免費遊戲，辭去原有工作並打算以Kickstarter籌集資金來開發遊戲。他和與他合作過的手機遊戲開發者、設計師、動畫師一起組成創作團隊。因為加拿大政府持續投放資金來建設魁北克省电子游戏产业，蒙特利爾當地也有不少電子遊戲從業員，公司最終選址在魁北克省蒙特利尔。
成立公司時，原打算定名為Lotus Games（意為：蓮花遊戲），但杜貝指與電影公司Lotus Entertainment的名字過於相似。因此，將公司定名為Thunder Lotus Games（意為：雷霆蓮花遊戲）。杜貝表示該名將強大的雷暴和精美的蓮花，旨在希望開發出強大精美的遊戲作品。

### 遊戲開發
2014年7月，杜貝以個人名義在Kickstarter發起專案《巨人約頓》，目標籌集五萬美元。專案最後籌得逾六萬四千美元，讓Thunder Lotus得以啟動專案。《巨人約頓》以北歐神話為原型，場景角色等皆手繪而成。遊戲原打算同時在多平台發行，但因資金不足，2015年9月只透過Steam在PC上發行。遊戲發行後，所得評價以正面為主，亦取得財務上的成功，得以在遊戲機上發行。
有著首作的成功，Thunder Lotus繼續使用手繪風格製作遊戲。第二作类银河恶魔城游戏《支離破碎》進展亦也順利，在Kickstarter發起專案後一日内就以達到眾籌目標，於2017年7月在PC和PS4上發行。第三作模拟经营游戏《靈魂遠去》則沒有發起專案眾籌，而是與投資基金Kowloon Nights簽約合作。遊戲以北歐神話為原型，在2020年8月在多平台發行，所得評價以正面為主，銷量超過100萬份。第四作Roguelike遊戲《33不朽》取材自意大利詩人但丁·阿利吉耶里的《神曲》，於2025年推出搶先體驗版。最新作《宿命終局》預定於2026年發行。

## 遊戲列表
| 年份       | 遊戲         | 平台                                                                                            | 注     |
| ---------- | ------------ | ----------------------------------------------------------------------------------------------- | ------ |
| 2015年     | 《巨人約頓》 | Microsoft Windows、OS X、Linux、Wii U、PlayStation 4、Xbox One、Nintendo Switch、Stadia         | [ 16 ] |
| 2017年     | 《支離破碎》 | Microsoft Windows、OS X、Linux、PlayStation 4、Xbox One、Nintendo Switch、Stadia                | [ 17 ] |
| 2020年     | 《靈魂遠去》 | Microsoft Windows、macOS、Linux、PlayStation 4、Xbox One、Nintendo Switch、Stadia、Android、iOS | [ 18 ] |
| 未正式發行 | 《33不朽》   | Microsoft Windows、Xbox Series X/S                                                              | [ 14 ] |
| 未正式發行 | 《宿命終局》 | Microsoft Windows、PlayStation 5、Xbox Series X/S                                               | [ 15 ] |

## 外部連結
- 官方网站  （英文）